# 徐則臣
徐 則臣（じょ そくじん、1978年 - ）は、中華人民共和国の小説家。代表作に小説『北上』。

## 略歴
1978年、江蘇省東海県に生まれる。南京師範大学文学院、北京大学中文系を卒業。

## 著作

### 長編小説
- 『耶路撒冷』（エルサレム）
- 『午夜之門』
- 『夜火車』
- 『北上』

### 中篇小説
- 『跑歩穿過中關村』
- 『蒼声』
- 『啊、北京』
- 『西夏』
- 『人間煙火』
- 『天上人間』
- 『逆時針』
- 『居延』
- 『小城市』

### 短篇小説
- 『花街』
- 『最後一個獵人』
- 『傘兵和賣油郎』
- 『紙馬』
- 『我們的老海』
- 『這些年我一直在路上』（この数年僕はずっと旅している）
- 『如果大雪封門』（もし大雪で門が閉ざされたら）

## 受賞
- 2005年4月、第4回春天文学賞。
- 2007年、第1回西湖中国新銳文学大賞。
- 2008年、『午夜之門』、第6回華語文学傳媒大賞之2007年度最具潜力新人賞。
- 2009年、第12回庄重文文学賞。
- 2014年8月6日、『耶路撒冷』、老舍文学賞長篇小説賞。
- 2014年8月11日、『如果大雪封門』、第6回鲁迅文学賞短篇小説賞。
- 2015年、『耶路撒冷』、華語文学傳媒大賞年度小説家賞。
- 2017年12月、『摩洛哥王子』、第17回百花文学賞短篇小説賞。
- 2019年4月、『北上』、第15回十月文学賞中篇小説賞。同年8月16日、第10回茅盾文学賞[3]。